# Секст Герменцидій Кампан
Секст Герменцидій Кампан (лат. Sextus Hermentidius Campanus; ? — після 108) — державний та військовий діяч часів Римської імперії, консул-суффект 97 року.

## Життєпис
Походив з плебейського роду Герменцидіїв з Кампанії. Про його батьків нічого невідомо. Можливо мав родинні стосунки з Сектом Герменцидієм Кальпурнієм або Секстом Герменцидієм Зосіміаном.
У 59 році розпочав службу у війську як трибун. У 66 році брав участь у Першій Юдейській війні. Під час бойових дій у складі X легіону Протоки заслужив довіру Веспасіана, майбутнього імператора. Після завершення війни у 70 році незабаром перебрався до Рима, де через деякий час увійшов до сенату.
У 93-96 роках як імператорський легат-пропретор керував провінцією Юдея. У липні 97 року став консулом-суффектом разом з Луцієм Доміцієм Аполлінаром. Каденція тривала до серпня включно. За іншим надписом  встановлено, що він ще жив у 108 році. Подальша доля невідома.